# Церква Воздвиження Чесного Хреста Господнього (Заздрість)
Церква Воздвиження Чесного Хреста Господнього в Заздрості — парафія і храм православної громади Теребовлянського деканату Тернопільсько-Теребовлянської єпархії Православної церкви України в селі Заздрість Тернопільського району Тернопільської области.

## Історія церкви
Колись у селі стояла стара дерев'яна церква, яка згоріла від удару блискавки. На її місці у 1876 році була збудована нова кам'яна церква з червоного каменю, профінансована родиною кардинала Йосифа Сліпого та громадою.
Головним фундатором будівництва стала графиня Марія Борковська, яка виділила землю. Одночасно з церквою збудували муровану дзвіницю на три дзвони, які були закуплені в Перемишлі Романом Дичковським, дідом Йосифа Сліпого. На дзвонах були викарбувані імена фундаторів.
Влітку 1943 року, під час Другої світової війни, мешканці села закопали в землю великий та малий дзвони, щоб їх врятувати, оскільки третій німці вже встигли вивезти. У 2002 році дзвони відкопали і повернули на дзвіницю.
Храм розташований на території старого цвинтаря, де, неподалік, знаходиться могила батьків кардинала Йосипа Сліпого. Цвинтар примітний давніми надгробками з червоного пісковика. Крім того, збереглася садиба батьків кардинала, на території якої у 1998 році відкрили Духовний центр (музейно-меморіальний комплекс) імені кардинала Йосипа Сліпого.

## Парохи
- о. Петро Рожаловський